# Witte snavelbies
Witte snavelbies (Rhynchospora alba) is een overblijvende plant die behoort tot de cypergrassenfamilie (Cyperaceae).

## Determinatie
Witte snavelbies heeft korte wortelstokken en vormt zoden. De plant wordt 15–50 cm hoog. Ze vormt 1–2 cm lange, witte winterknolletjes. De stengel is driekantig en naar boven toe ruw. De bladscheden zijn geelbruin en bij de onderste bladeren ontbreekt de bladschijf. 
Witte snavelbies bloeit van juni tot augustus met witachtige, later vaak rood wordende, 4–5 mm lange aartjes. Per aartje komen twee bloemen voor. De borstels aan de voet van het aartje hebben naar boven gerichte tandjes. Een bloem heeft twee stempels en twee meeldraden. De aartjes zijn gerangschikt in een hoofdjesachtige bloeiwijze. De schutbladen zijn ongeveer even lang als het hoofdje (aartjeskluwen).
De vrucht is een 1–2 mm lang, lensvormig nootje met een gladde snavel.

## Ecologie
Witte snavelbies groeit in natte tot zeer vochtige, oligotrofe, zure milieus de volle zon. Haar optimum ligt in hoogveengebieden (in slenken/poelen en bulten) en daarnaast op pionierplekken en slenken in natte heide. Verder wordt ze af en toe aangetroffen langs de oevers van (heide)vennen en heel soms ook zeer plaatselijk in natte schrale graslanden.

### Syntaxonomie
Witte snavelbies staat te boek als kensoort voor het verbond van veenmos en snavelbies (Rhynchosporion).

## Verspreiding
Het natuurlijke verspreidingsgebied van witte snavelbies stekt zich uit over Eurazië en Noord-Amerika. Ze staat op de Nederlandse Rode lijst van planten als algemeen voorkomend, maar sterk afgenomen.

## Fotogalerij

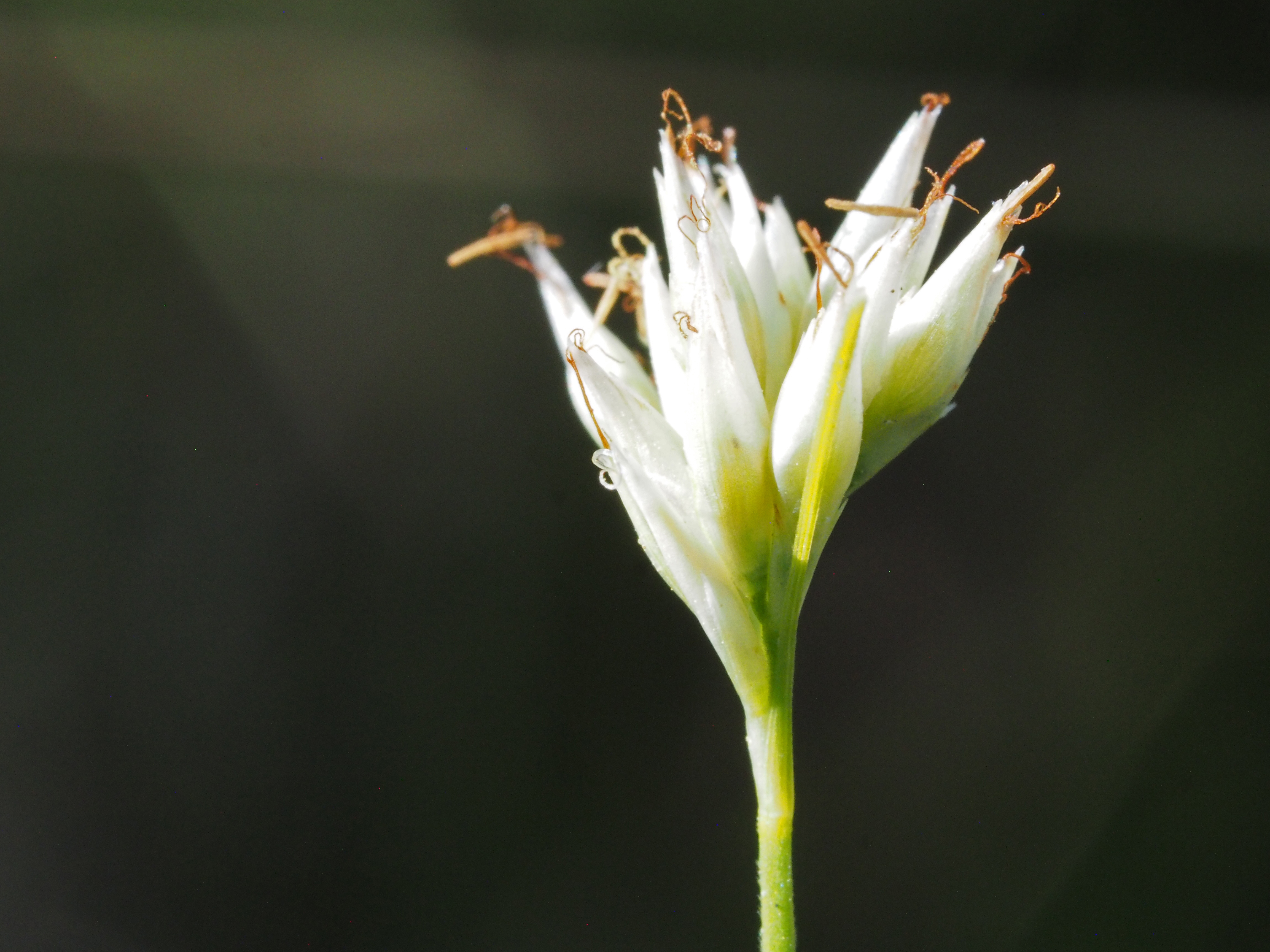
Close-up van de bloeiwijze
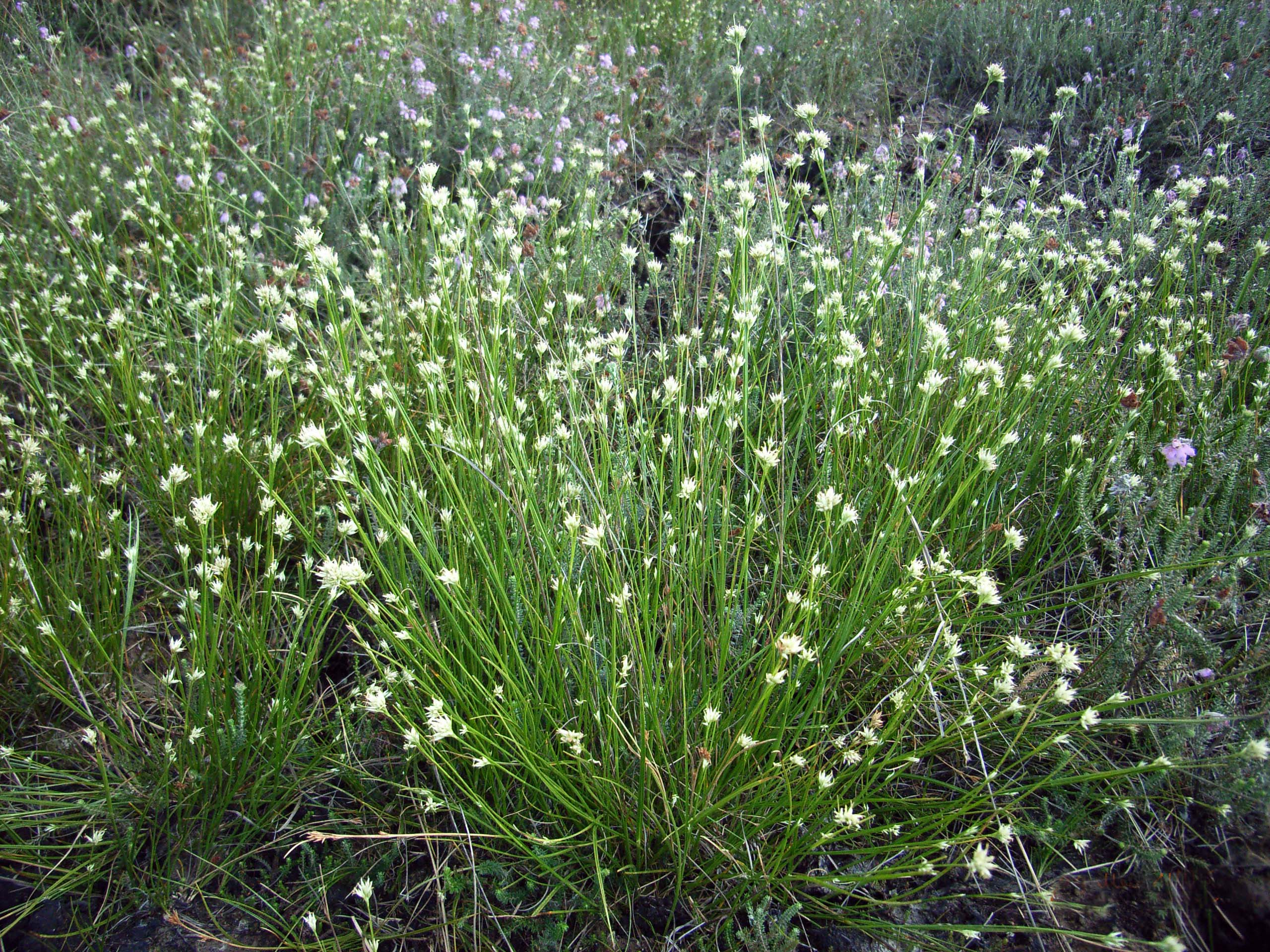
Habitus van bloeiende planten
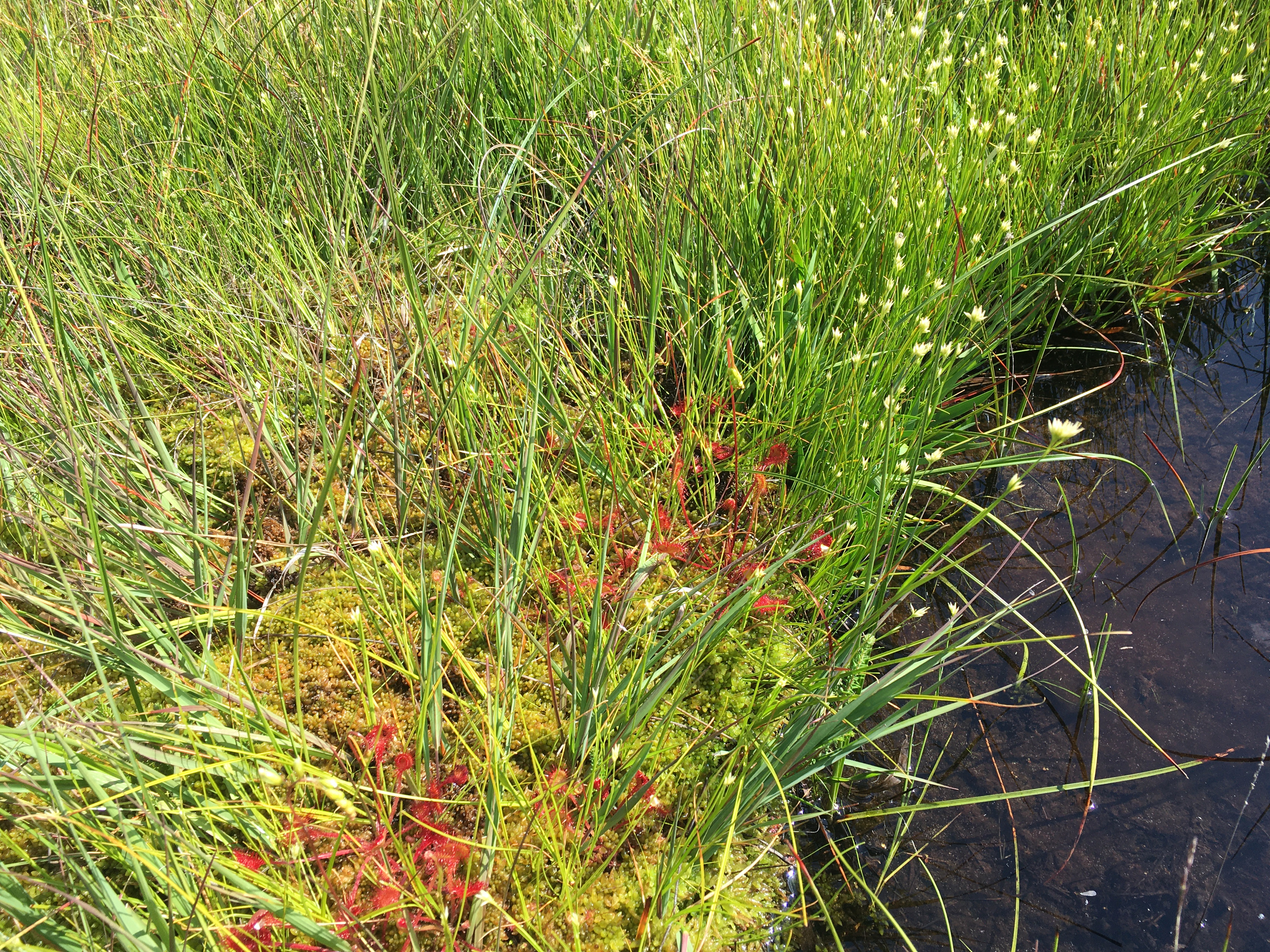
Witte snavelbies in de associatie van veenmos en snavelbies